# Trosly-Breuil

Trosly-Breuil este o comună în departamentul Oise, Franța. În 1 ianuarie 2022 avea o populație de 2.024 de locuitori.